# Park Narodowy Krugera
Park Narodowy Krugera (ang. Kruger National Park) – park narodowy w Południowej Afryce położony w północno-wschodniej części kraju, na terenie prowincji Limpopo i Mpumalanga. Jest to największy park narodowy na terenie kraju, zajmuje powierzchnię 19 485 km². Rozciąga się południowo, wzdłuż granicy z Mozambikiem na długości około 320 km, liczy do około 50 km szerokości. Założony w 1898 roku przez Paula Krugera, ówczesnego prezydenta Transwalu, w 1926 został nazwany na jego cześć. Znajduje się tam wiele rzek, które płyną wzdłuż całego parku (np. Sabie, Limpopo, Letaba).
W 1840 roku europejscy myśliwi i odkrywcy zaczęli interesować się tym regionem Afryki – „gorączka złota”, ogromne zasoby kości słoniowej, rogów i skór. Prezydent zaniepokojony tak szybkim niszczeniem przyrody przez myśliwych, zaapelował do transwalskiego parlamentu o utworzenie chronionego obszaru w rejonach Lowveld. Najpierw powstał „Rezerwat Sabie”, który jest teraz południową częścią Parku Krugera. Pierwszym zarządcą parku był James Stevenson-Hamilton, który spędził tu 40 lat, odbudowując to, co zniszczyła wojna i przyłączając nowe hektary do parku. Po I wojnie światowej park został objęty ochroną rządu RPA i stan ten trwa do dzisiaj.

## Flora i fauna

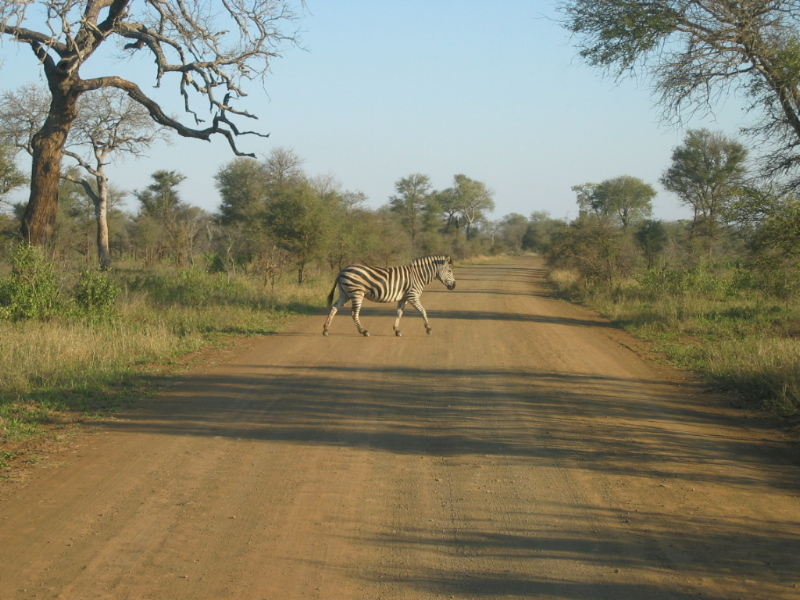
Zebra w Parku Narodowym Krugera

W parku możemy spotkać m.in. „Wielką Piątkę Afryki” (lew afrykański, lampart plamisty, bawół afrykański, nosorożec czarny, słoń afrykański) oraz geparda grzywiastego, zebrę Chapmana, impale zwyczajne, strusie brązowosterne.
Znajduje się tu 300 gatunków drzew, 52 gatunki ryb, 33 gatunki płazów, 114 gatunków gadów, 507 gatunków ptaków i 147 gatunków ssaków. W obrębie parku żyje m.in. 300 gepardów, 3000 hipopotamów, 900 lampartów, 1500 lwów, 2000 krokut cętkowanych, 200 nosorożców czarnych, 32000 antylop, 7500 słoni, 5000 żyraf, 1300 nosorożców białych, olbrzymie ilości zebr, bawołów i antylop.

## Klimat
Park jest położony w rejonie dość deszczowym i gorącym.
Temperatura waha się od 23 °C w zimie (lipiec) do 30 °C w lecie (styczeń). Jednak bywają również dużo cieplejsze lata. Temperatury mogą czasem osiągnąć nawet 47 °C.

## Charakterystyka

### Część południowa
Południowy rejon jest częścią pierwotnego Rezerwatu Sabie. Nosorożec biały, likaon pstry i lampart są ściśle związane z tym regionem. Akacje zapewniają schronienie i pożywienie dla większych roślinożerców – żyraf, słoni, za to Krokodyla Rzeka daje ochłodzenie i wodę. Liczne wypoczynkowe obozowiska zapewniają temu rejonowi największą popularność.

### Część środkowa
Centralny region składa się z rozległych, trawiastych równin, które są przerywane przez bujną roślinność ciągnącą się wzdłuż rzek Olifant i Letaba. Charakterystyczne akacje uwydatniają rozległy krajobraz, a drzewa marula zapewniają pożywienie dla wielu roślinożerców – żyraf, słoni i pawianów. Wzdłuż malowniczych rzek można obserwować niesamowite hipopotamy lub krokodyle, które leniwie leżą na mieliznach.

### Część północna
Północny region jest odwiedzany tylko przez najbardziej wytrwałych podróżników. Obfite populacje ptaków dają wiele sposobności do ich oglądania. Na drzewach królują przeróżne gatunki małp. Ekosystem przy rzekach Shingwedzi i Mphogolo zapewnia schronienie i pożywienie dla hipopotamów, ptaków i lampartów.

## Galeria

Mieszkańcy Parku Narodowego Krugera
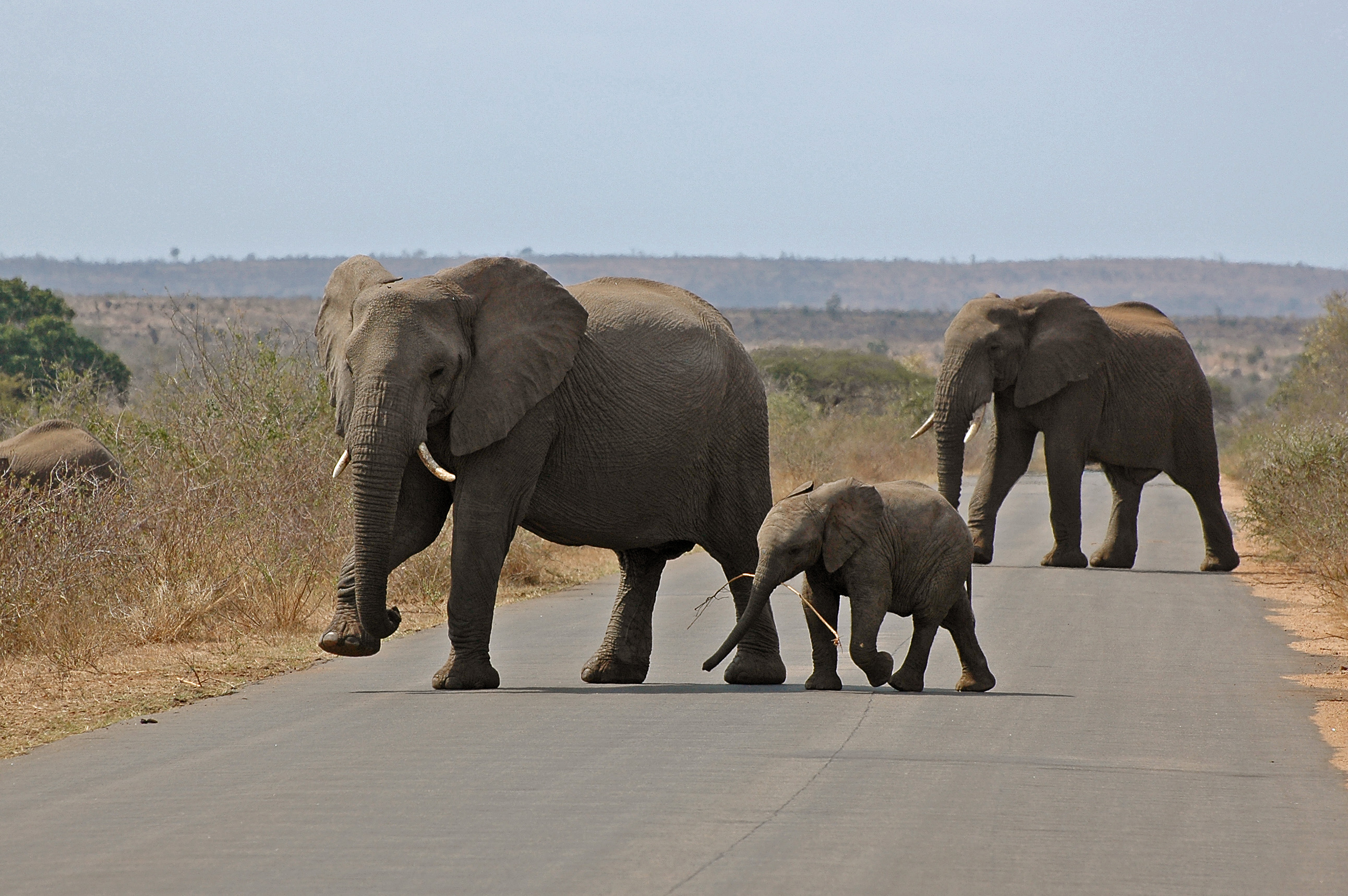
Słoń Afrykański w Parku Narodowym Krugera
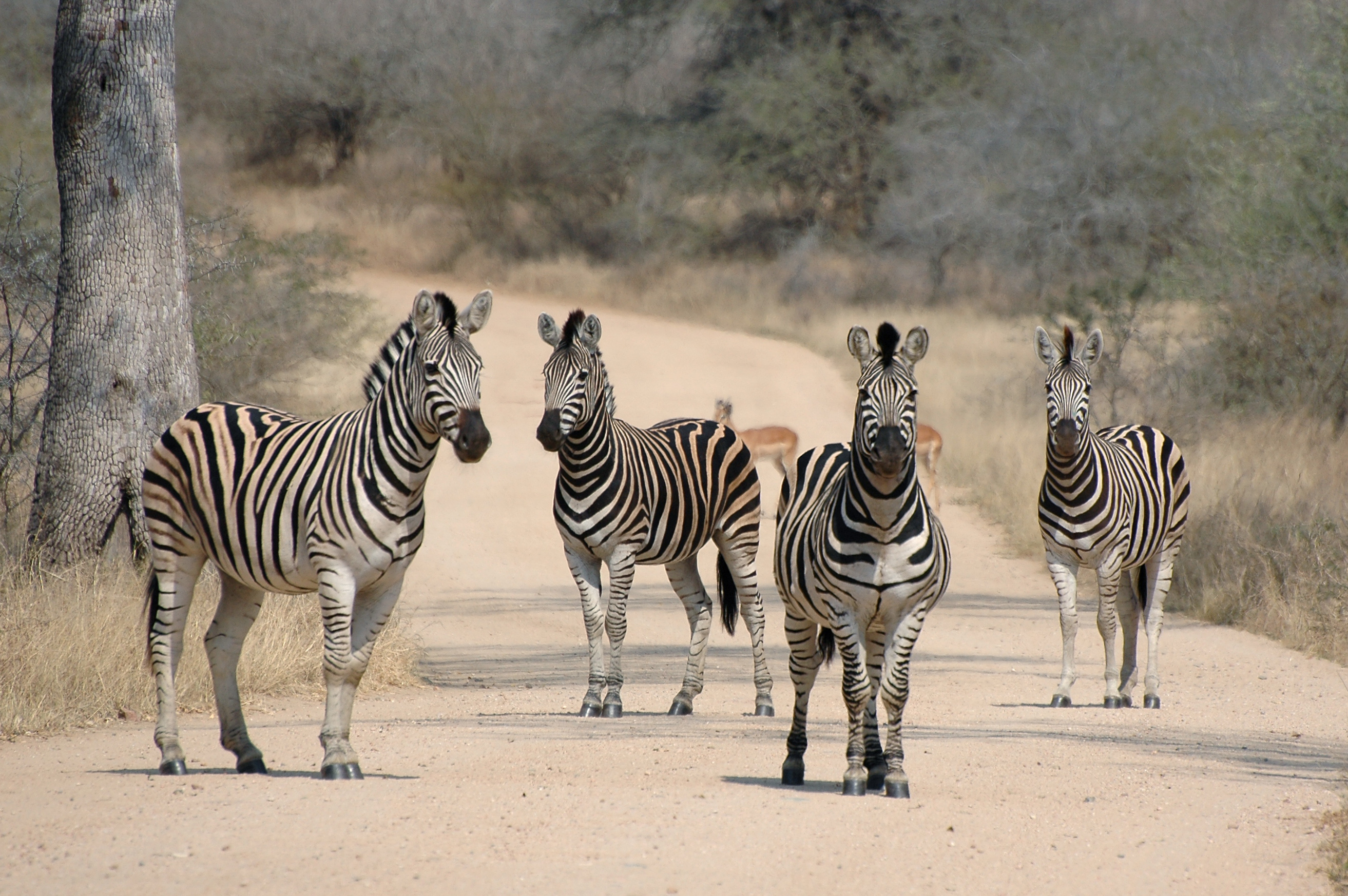
Zebry w Parku Narodowym Krugera
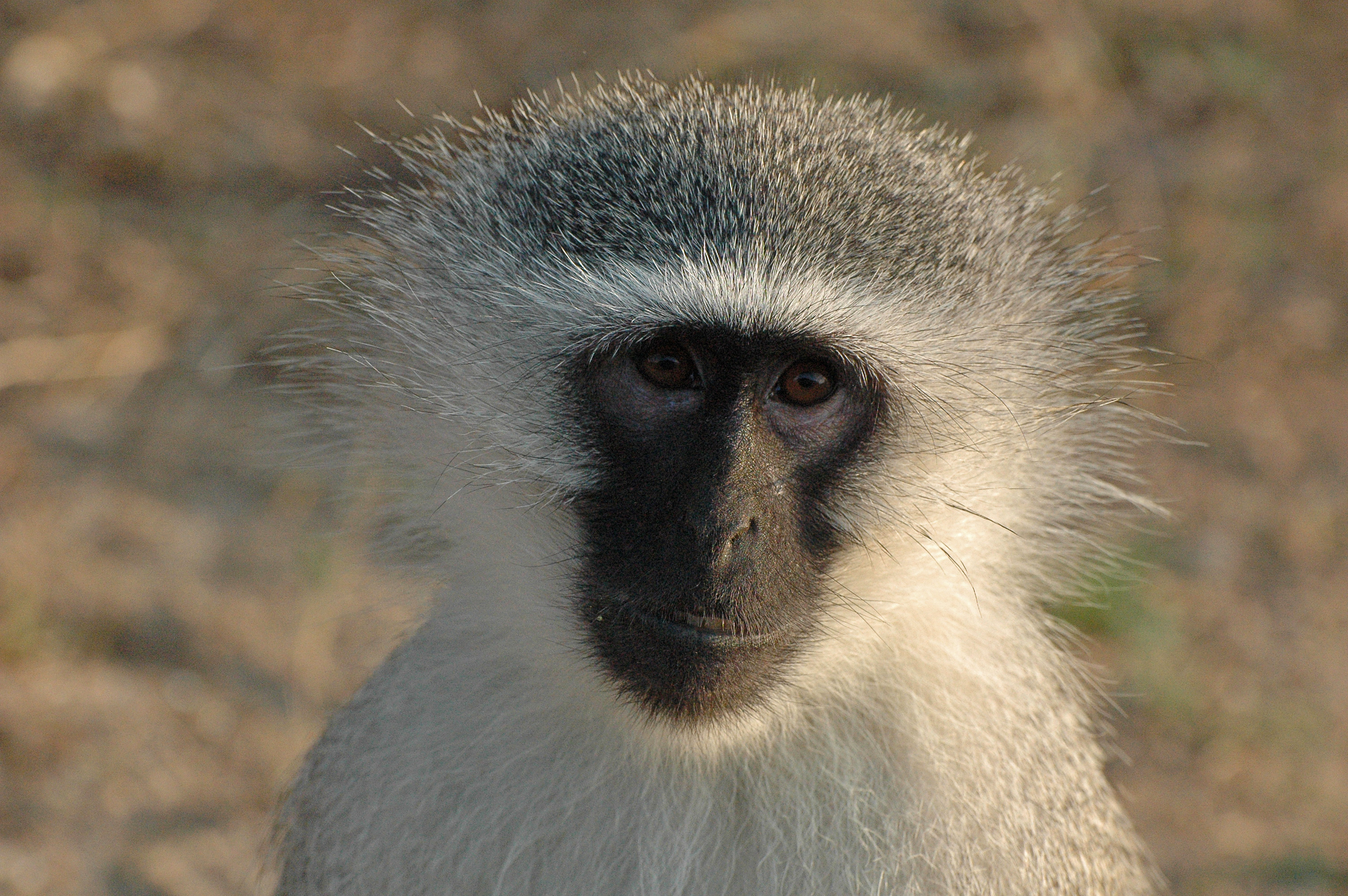
Koczkodan w Parku Narodowym Krugera
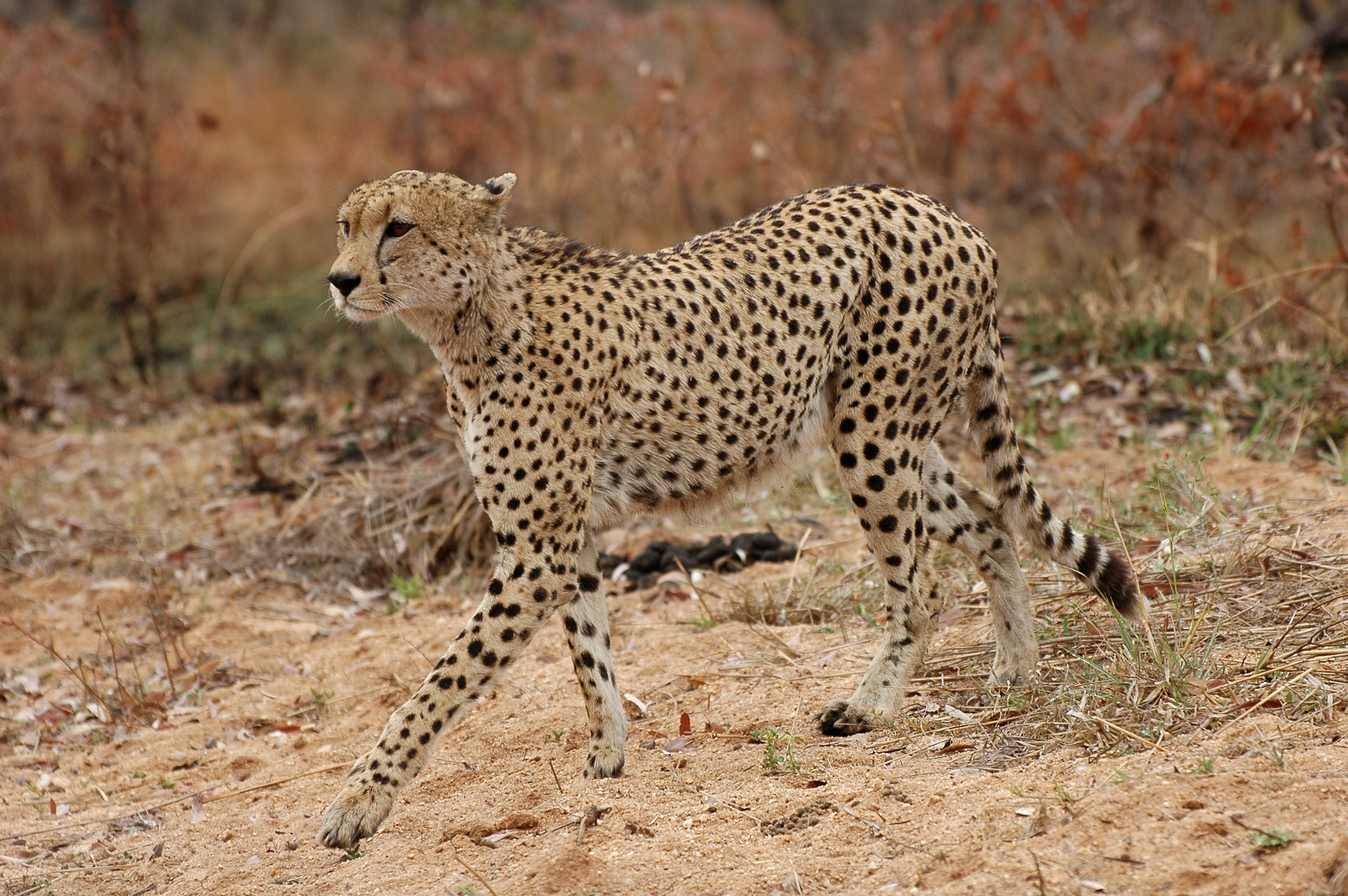
Gepard w Parku Narodowym Krugera
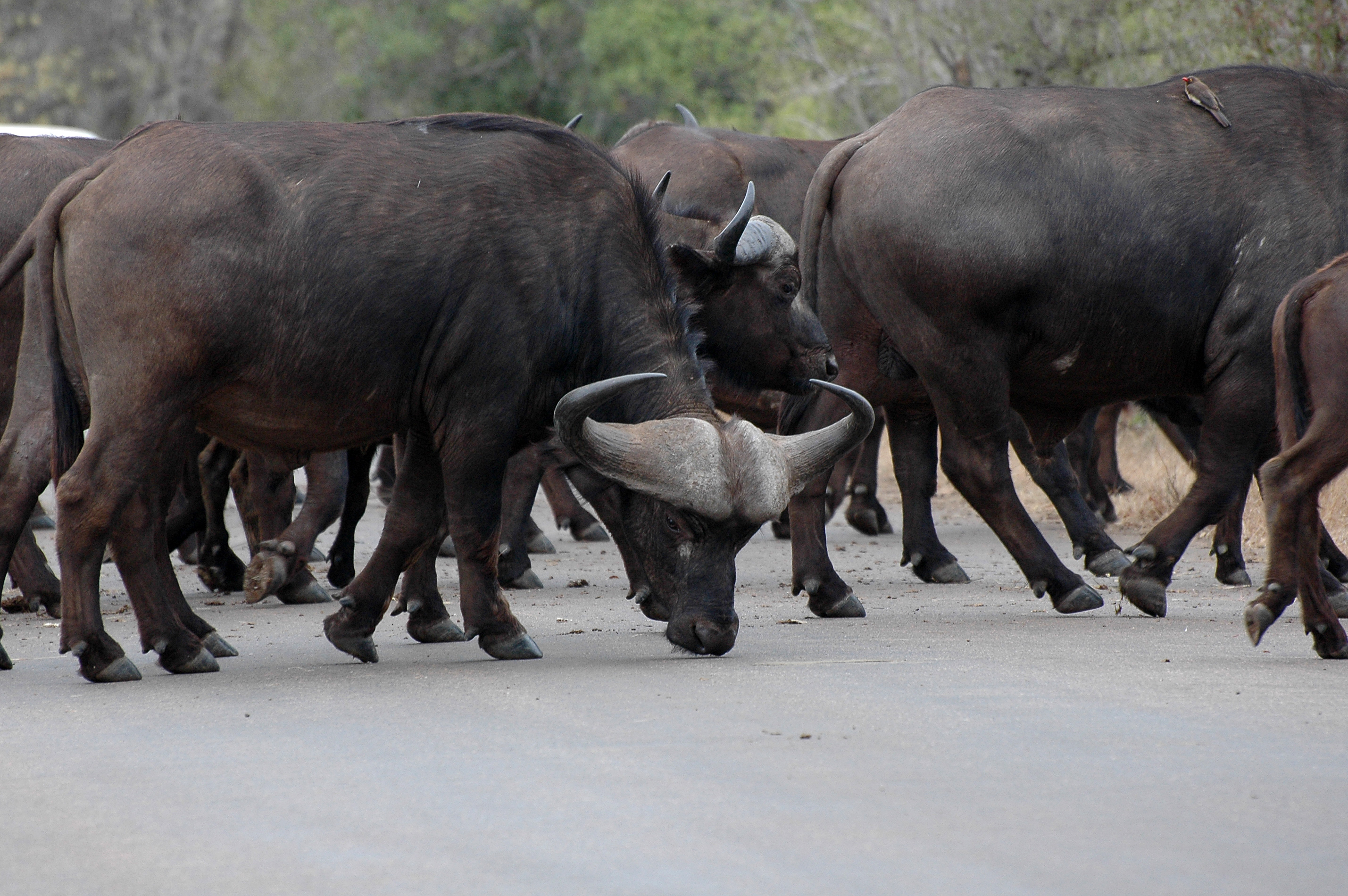
Bawoły Afrykańskie w Parku Narodowym Krugera
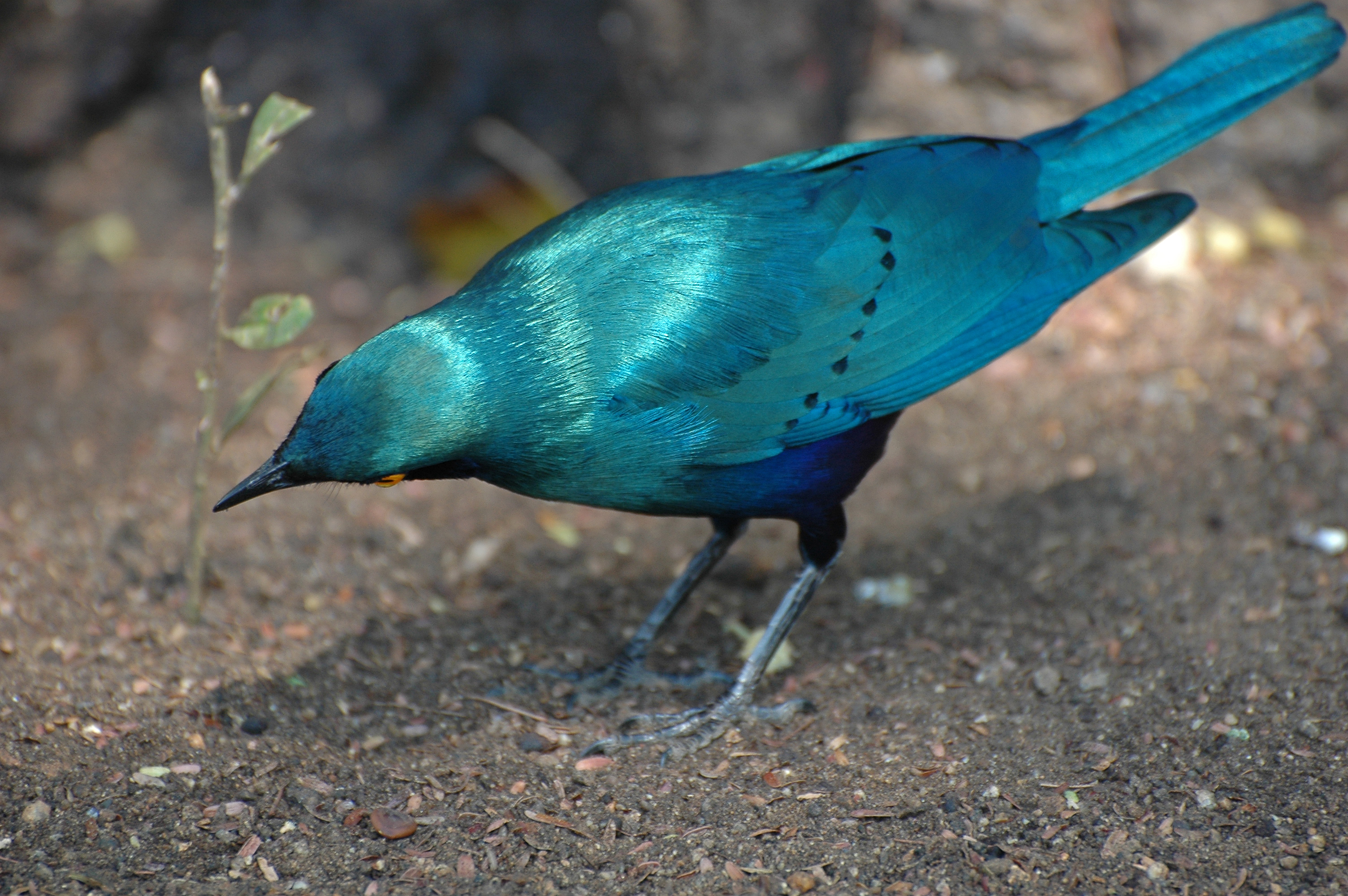
Błyszczak Stalowy w Parku Narodowym Krugera
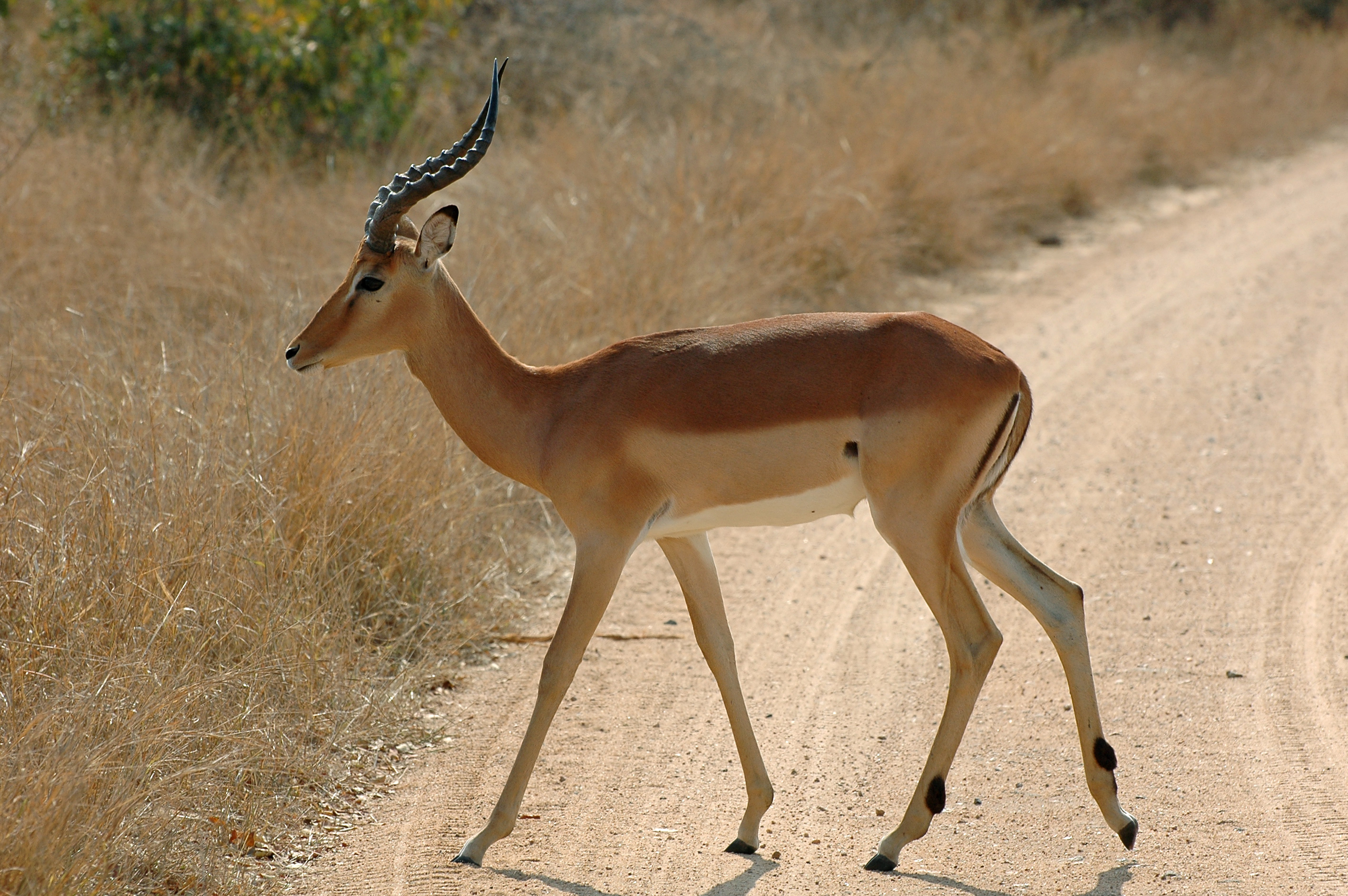
Impala Zwyczajna w Parku Narodowym Krugera
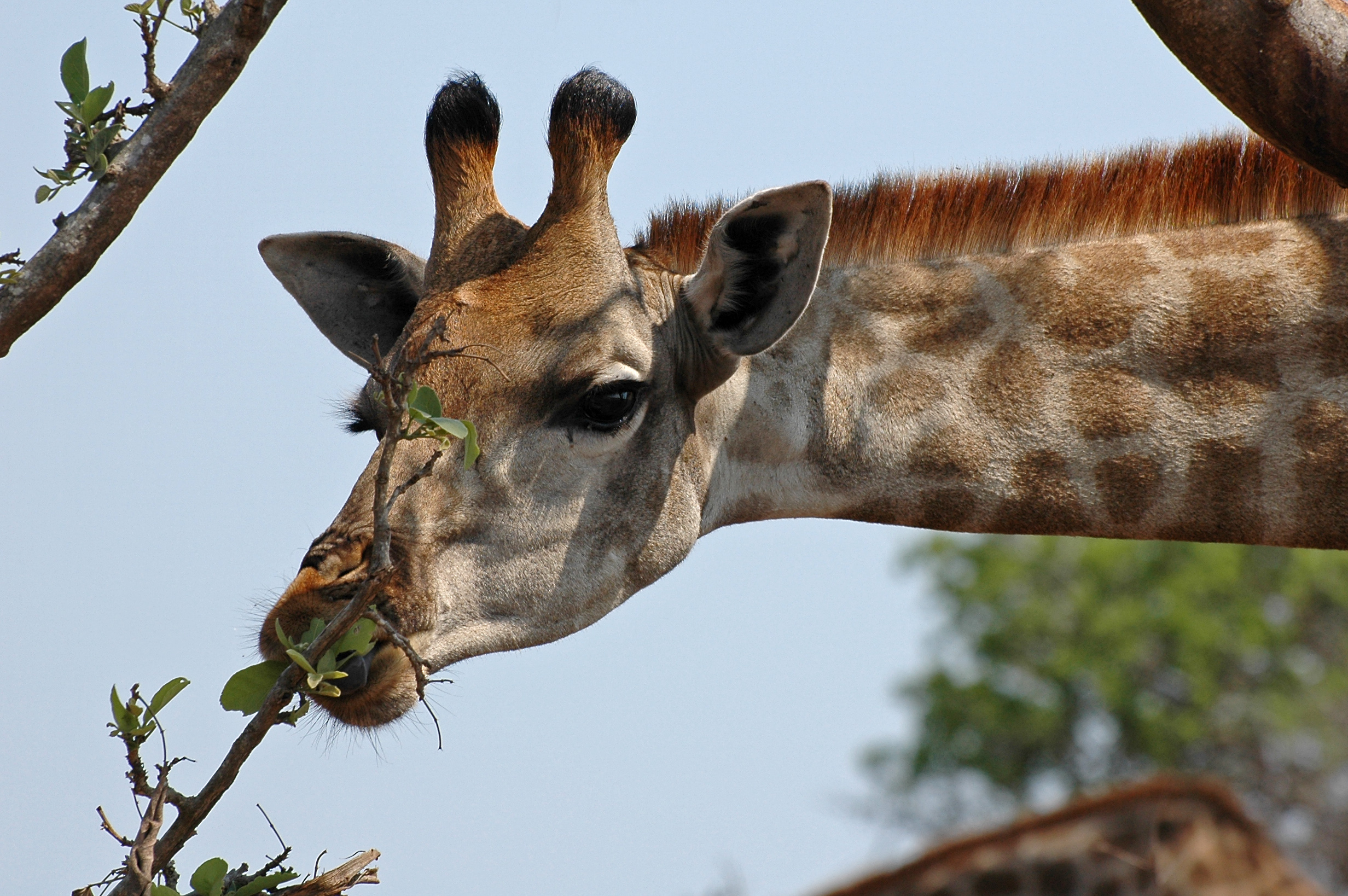
Żyrafa w Parku Narodowym Krugera
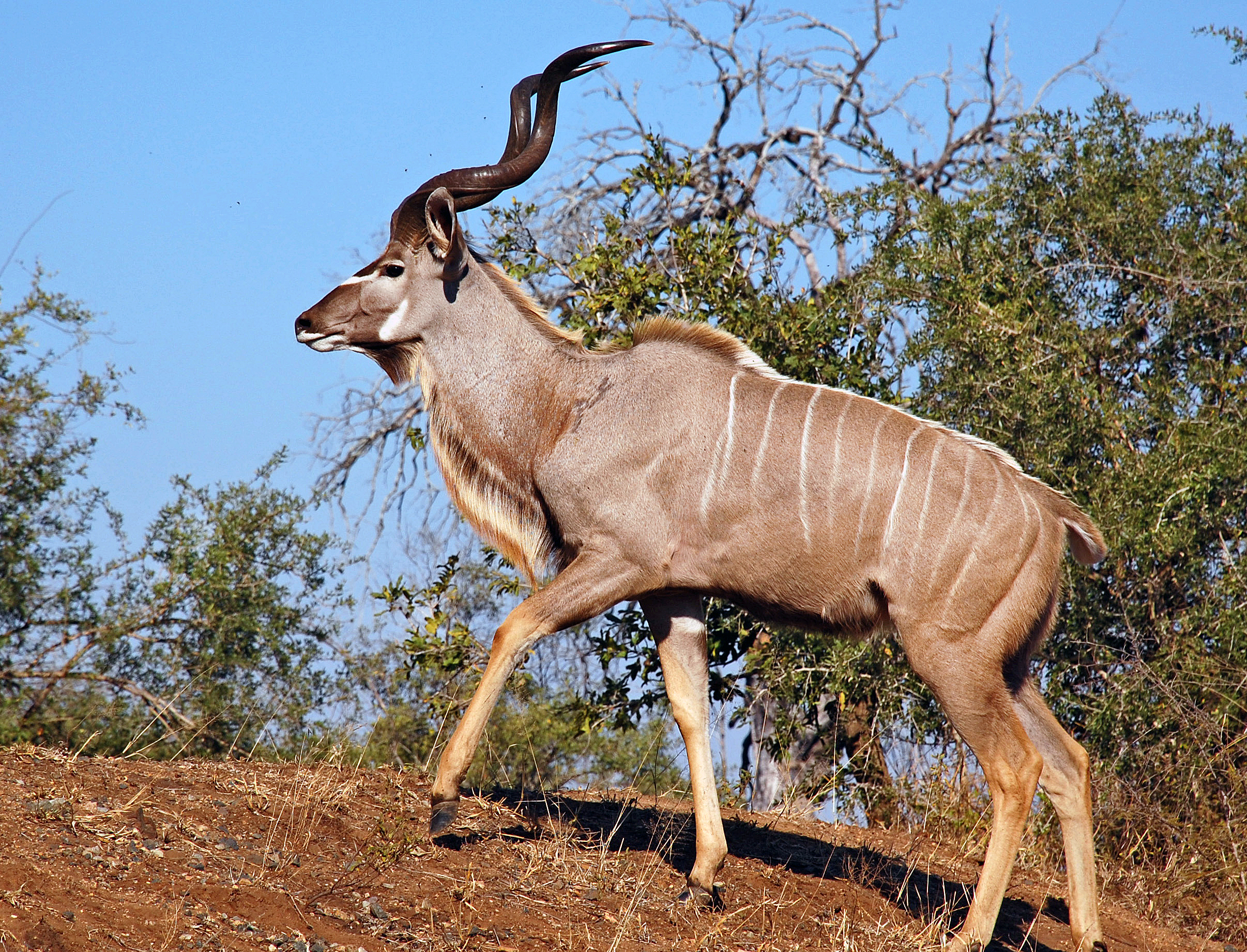
Kudu Wielkie w Parku Narodowym Krugera
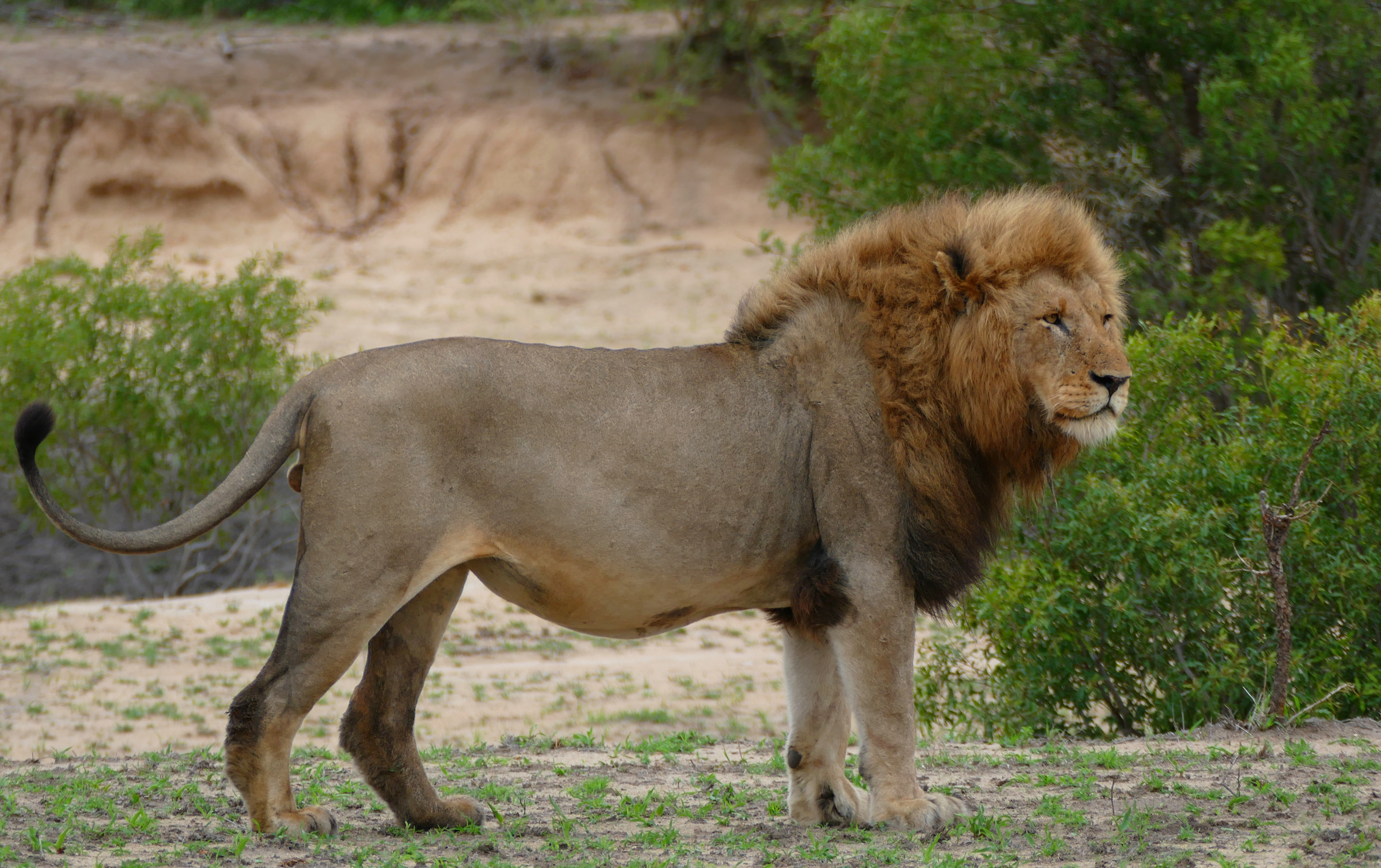
Lew w Parku Narodowym Krugera